# Walter Hudson
Pour les articles homonymes, voir Hudson.
Walter Hudson, né le 5 juin 1944 à Brooklyn (New-York, Etats-Unis) et mort le 24 décembre 1991, est un Américain détenant le record de l'homme ayant eu le plus grand tour de taille jamais enregistré (3,02 m) pour un poids de 544 kilogrammes.
Il meurt dans son sommeil d'une crise cardiaque à l'âge de 47 ans. Résident de Long Island à New York, il n'était pas sorti de chez lui depuis plus de 17 ans.